# فرانتيشيك بلانيتشكا
فرانتيشيك بلانيتشكا (2 يونيو 1904 – 20 يوليو 1996)، لاعب كرة قدم تشيكوسلوفاكي راحل كان يجيد اللعب في خط الحراسة.
لعب طوال مسيرته الرياضية في أندية سلافيا براغ (1923-1939).
مثل منتخب تشيكوسلوفاكيا 73 مباراة دولية (1926-1938). شارك مع منتخب تشيكوسلوفاكيا في بطولتي كأس العالم 1934 في إيطاليا حيث احتل المركز الثاني و1938 في فرنسا حيث كان يحمل شارة القيادة.

## وصلات خارجية
- فرانتيشيك بلانيتشكا على موقع الاتحاد التشيكي (الإنجليزية)
- فرانتيشيك بلانيتشكا على موقع قاعدة بيانات كرة القدم.إي يو (الإنجليزية)
- فرانتيشيك بلانيتشكا على موقع ناشيونال فوتبول تيمز (الإنجليزية)
- فرانتيشيك بلانيتشكا على موقع عالم كرة القدم.نت (الإنجليزية)

- سيرة ذاتية